# Ealmundo de Kent
Ealmundo ou Ealhmund foi o rei de Kent, em 784. Seu filho Egberto de Wessex foi o rei de Wessex, na atual Inglaterra, de 802 até sua morte, em 839.

## História
As únicas evidência contemporânea dele é de que ele foi filho de Eaba,e sua amante cujo nome é desconhecido (só sabemos que ela foi filha de Witred de Kent) e a outra evidência é de que um resumo de uma carta datada no ano, em que Ealmundo concedeu terras ao abade de Reculver. No ano seguinte, Offa da Mércia parece ter governado diretamente, uma vez que, ele emitiu uma carta, sem qualquer menção a um rei local.